# Hypsiboas microderma
Espèce
Synonymes
- Hyla microderma Pyburn, 1977

Statut de conservation UICN

 LC  : Préoccupation mineure
Hypsiboas microderma est une espèce d'amphibiens de la famille des Hylidae.

## Répartition
Cette espèce se rencontre dans le bassin amazonien supérieur :
- dans le sud-est de la Colombie dans les départements de Vaupés et d'Amazonas ;
- au Brésil dans l'État d'Amazonas, dans le nord du Rondônia et dans l'ouest de l'État d'Acre ;
- dans le nord du Pérou dans la région de Loreto.

Sa présence est incertaine dans le nord de la Bolivie.

## Publication originale
- Pyburn, 1977 : A New Hylid Frog (Amphibia, Anura, Hylidae) from the Vaupes River of Colombia with Comments on Related Species. Journal of Herpetology, vol. 11, no 4, p. 405-410.